# 수산나 (다니엘서)
수산나(Susanna)는 로마가톨릭교회와 동방정교회에서 제2 경전으로서 인정하는 70인역 구약성경 일부인 다니엘서 제13 장에 등장하는 인물이다.

## 성경에 묘사된 수산나
수산나는 유대인 힐키아의 딸로 동족인 부자 요아킴에게 시집을 갔다. 수산나와 요아킴은 바빌론에 살았는데 요아킴이 워낙 명망가여서 많은 유대인이 이 부부의 집을 방문하였다.

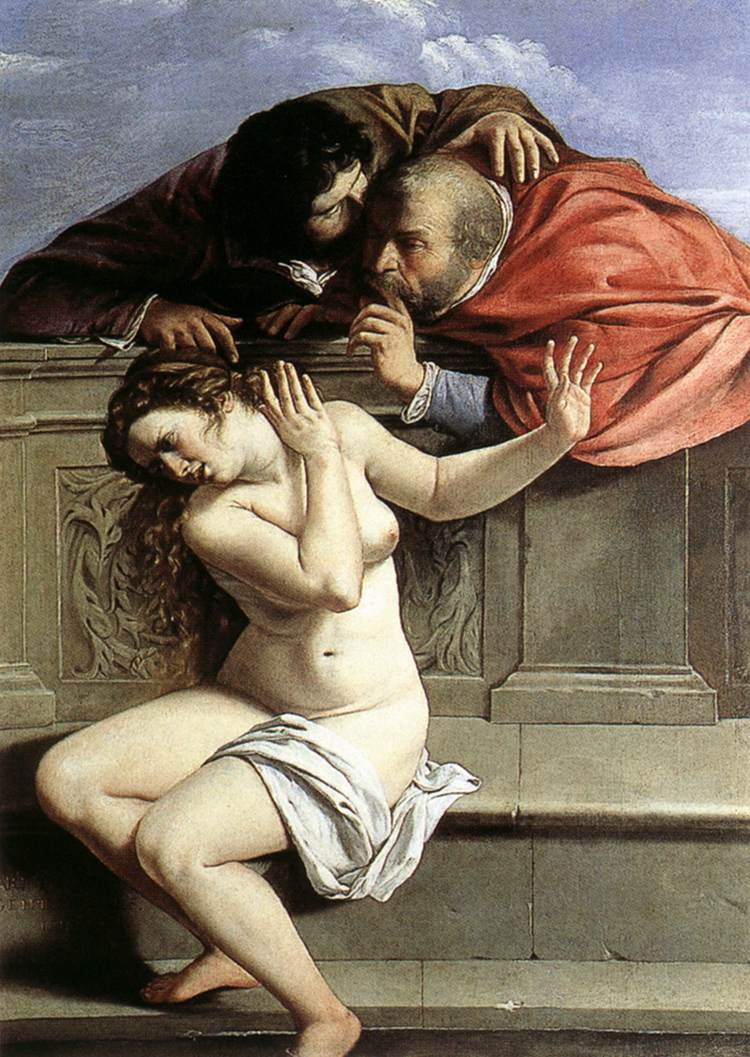

수산나의 집에 출입하던 사람 중에는 유대인 재판관 두 사람이 있었다. 이들은 수산나의 미모에 반해 자신들의 육욕을 채우려는 욕망을 품었고 그 기회가 오길 기다렸다. 어느 더운 날 수산나가 시종들을 물리치고 정원에서 혼자 목욕할 때 이 두 남자는 수산나에게 달려들어 성관계를 맺자고 강요하였다. 수산나는 이들의 요구를 거절하였다. 음모가 수포로 돌아가자 두 남자는 수산나가 젊은 남자와 간통했다는 거짓말을 퍼트려 법정에 세웠다. 수산나는 간통죄로 결국 사형 선고받았고 형장으로 끌려나가는 처지가 되었다.
수산나는 형장으로 끌려가면서 하느님께 억울함을 호소하였는데 하느님은 그 여자가 한 기도를 들어주었다. 하느님은 수산나의 누명을 벗겨 주고자 어린 다니엘에게 성령을 불어 넣어 주었다. 다니엘은 자신이 이 여자의 죽음에 책임이 없다고 외치자 많은 사람들이 의아해하면서 왜 그런지 다니엘에게 물어보았다. 다니엘은 이스라엘 여인을 심문도 확증도 없이 하는 처단은 잘못된 일이라면서 다시 재판해 달라고 하였다.
다니엘은 수산나를 고발한 두 노인을 분리해 심문하였다. 한 노인에게 어디에서 간통 장면을 목격하였는지 묻자 그  노인은 아카시아 나무에서 목격하였다고 진술하였다. 다른 노인에게 똑같은 질문하자 그 노인은 떡갈나무에서 목격하였다고 진술하였다. 이 사람들이 서로 엇갈리게 진술하니 다니엘은 이 사람들이 한 증언이 거짓이고 수산나를 모함하고자 했다는 사실을 밝혀내었다. 이 노인들은 결국 사형에 처해졌다.
누명에서 깨끗하게 벗어난 요아킴과 수산나는 하느님께 감사드렸고 다니엘의 이름은 온 이스라엘에 퍼지게 되었다.